# São José do Belmonte
São José do Belmonte es un municipio brasileño del estado de Pernambuco. El municipio está formado por los distritos sede, Bom Nome y Carmo, y por los poblados de Jatobá y Serrote. Tiene una población estimada al 2020 de 54 021 habitantes.
Es famosa por ser el lugar donde se realiza la "Cavalgada A Pedra do Reino" realizada en el mes de mayo, también por la "Cavalhada Zeca Miron" igualmente realiza en el mes de mayo.

## Historia
La actual ciudad de São José do Belmonte tuvo su origen en la Hacienda Maniçoba, donde en 1836 su propietario José Pires Ribeiro, conocido por Pires Ribeiro, mandó a erigir una capilla a San José, como pago de una manda para que una epidemia de cólera que alcanzó el sector no afectara aquella propiedad. Así, surgió la población de Belmonte.
Se hizo distrito el 24 de abril de 1873, y fue elevada a la categoría de villa el 26 de junio de 1893, fecha de la creación del municipio, emancipándolo del municipio de Vila Bela, hoy Serra Talhada. El 31 de diciembre de 1943, Belmonte cambió su nombre a Maniçoba, y el 7 de diciembre de 1953 pasó a llamarse São José do Belmonte.